# Husband Kimmel
Husband Edward Kimmel (Henderson (Kentucky), 26 februari 1882 – Groton (Connecticut), 14 mei 1968) was een Amerikaans admiraal en bevelhebber van de Pacific Fleet tijdens de Aanval op Pearl Harbor op 7 december 1941.
Tien dagen na de aanval werd hij van zijn post ontheven, teruggezet in rang en vervangen door admiraal Chester Nimitz. Een onderzoekscommissie verweet hem de verdediging van de basis onvoldoende te hebben georganiseerd. Hij nam vervroegd ontslag bij de Marine in mei 1942. Het Congres pakte hem zwaar aan en de man ontving doodsbedreigingen.
Hij werd geraakt door een verdwaalde kogel tijdens de Japanse aanval. Later zei hij dat hij liever was gesneuveld.
Familieleden ondernamen in 1995 pogingen om zijn naam te zuiveren. In 1999 werd hij postuum deels in ere hersteld toen de Amerikaanse Senaat een niet bindende resolutie aannam om hem zijn rang als admiraal terug te geven omdat vitale informatie die in Washington beschikbaar was over de Japanse voorbereidingen voor een aanval op Pearl Harbor hem was onthouden. President Clinton, noch diens opvolgers, hebben echter gehoor gegeven aan deze senaatsresolutie.

## Militaire loopbaan
- Midshipman, United States Naval Academy: 1904
- Ensign, United States Navy: 1906
- Lieutenant, Junior Grade, United States Navy:
- Lieutenant, United States Navy: 2 februari 1909
- Lieutenant Commander, United States Navy:
- Commander, United States Navy: juni 1923[2]
- Captain, United States Navy:
- Rear Admiral (lower half), United States Navy: 1937
- Rear Admiral (upper half), United States Navy:
- Vice Admiral, United States Navy:
- Tijdelijke rang van Admiral, United States Navy: februari 1941[3]
- Rear Admiral (lower half), United States Navy: maart 1942 (gepensioneerd)[4]

## Decoraties
- Mexican Service Medal
- Overwinningsmedaille (Verenigde Staten)
- World War II Victory Medal
- Cuban Pacification Medal
- American Defense Service Medal
- Asiatic-Pacific Campaign Medal
- American Campaign Medal